# Yello Strom
Yello Strom är en tysk elleverantör. Företaget grundades 1999 som ett helägt dotterbolag till EnBW, Tysklands tredje största elbolag. Med 1,4 miljoner kunder är Yello Strom idag en av de tio största elleverantörerna på den tyska marknaden. 
Under 2007 lanserades Yello Strom på den svenska elmarknaden. I Svenskt kvalitetsindex årliga kundnöjdhetsstudie 2008 hamnar Yello Strom i toppen om Sveriges mest nöjda elkunder.
Yello Strom har konstruerat en elmätare som kan visa förbrukningen på den egna hemdatorn i realtid. 